# 珀庫雷齊鄉
45°09′N 26°08′E / 45.150°N 26.133°E
珀庫雷齊鄉（羅馬尼亞語：Comuna Păcureți, Prahova），是羅馬尼亞的鄉份，位於該國中南部，由普拉霍瓦縣負責管轄，處於布加勒斯特以北80公里，每年平均降雨量1,037毫米，海拔高度267米，2007年人口2,346。